# گرینلند (نیوهمپشایر)
گرینلند (به انگلیسی: Greenland) یک منطقهٔ مسکونی در ایالات متحده آمریکا است که در شهرستان راکینگهام، نیوهمپشایر واقع شده‌است. گرینلند ۳۴٫۴ کیلومتر مربع مساحت و ۳٬۵۴۹ نفر جمعیت دارد و ۱۸ متر بالاتر از سطح دریا واقع شده‌است.